# Ghino di Tacco
Ghinotto di Tacco, más conocido como Ghino di Tacco, fue un forajido y héroe popular italiano del siglo XIII. Nació en la segunda mitad del siglo XIII en La Fratta, que ahora forma parte de Sinalunga, en la provincia de Siena. Hijo de un noble gibelino, Tacco di Ugolino, y hermano de Turino, era descendiente de la familia Cacciaconti Monacheschi Tolomei.
Junto con su padre y su hermano, se dedicó al robo y al saqueo mientras era perseguido por la República de Siena. Tras su captura, su padre fue ejecutado en la Piazza del Campo de Siena, mientras que Ghino logró escapar y buscó refugio en Radicofani, una ciudad fortificada en la Vía Cassia, en la frontera entre la República de Siena y los Estados Pontificios. Allí Ghino continuó su carrera como bandido, pero a la manera de un caballero, dejando siempre a sus víctimas algo para vivir. Boccaccio lo describe como un "buen bandido" (Brigante buono) en el Decamerón, al relatar su rapto del abad de Cluny, en la segunda historia del décimo día:
Ghino di Tacco piglia l'abate di Clignì e medicalo del male dello stomaco e poi il lascia quale, tornato in corte di Roma, lui riconcilia con Bonifazio papa e fallo friere dello Spedale.
Traducción: "Ghino di Tacco se apodera del abad de Cluny, lo cura de su enfermedad de estómago y luego lo libera; el abad, habiendo regresado a la corte romana, reconcilia a Ghino con el papa Bonifacio y lo nombra prior del Hospital".
Dante Alighieri, en el Canto VI, líneas 13-14, de su Purgatorio, señala la ferocidad de Ghino cuando se refiere a la muerte del aretino Benincasa da Latrina (jurista en Bolonia, luego juez del Podestà de Siena):
Quiv'era l'Aretin che da le braccia
fiere di Ghin di Tacco ebbe la morte.
Traducción: "Aquí estaba el aretino que encontró la muerte a manos feroces de Ghin di Tacco".

## Biografía

### Juventud
Se desconoce la fecha exacta del nacimiento de Ghino, pero debió de ser en la segunda mitad del siglo XIII, ya que existen informes de esa época sobre las acciones de la Banda dei Quattro (Banda de los Cuatro), compuesta por su padre Tacco di Ugolino, su tío Ghino di Ugolino, el propio Ghino y su hermano menor Turino. Desde su infancia, Ghino acompañó a su padre en sus incursiones cerca de su lugar de nacimiento, el pequeño castillo-granja de La Fratta, en la Valdichiana.
Se cree que tuvieron que recurrir al bandidaje debido a los impuestos que la iglesia sienesa imponía sobre las propiedades a favor de los Estados Pontificios. Los nobles gibelinos de La Fratta consideraban excesivos estos impuestos. En aquella época, todos los castillos de la región —Asinalonga (actual Sinalunga), Scrofiano, Rigomagno, Farnetella, Bettolle y Torrita di Siena— pertenecían a la poderosa familia sienesa de los Cacciaconti. Esto les garantizó cierto grado de impunidad ante el gobierno central de Siena.
Esta impunidad cesó en julio de 1279 cuando Tacco arrasó el castillo de Torrita di Siena. En la batalla que siguió, un tal Jacopino da Guardavalle fue gravemente herido por Tacco. Por esta razón, con la ayuda de los condes de Santa Fiora, Tacco y los demás de la Banda dei Quattro fueron declarados culpables y condenados por el tribunal de la Comuna de Siena, que los buscó durante muchos años antes de capturarlos en 1285. Tras ser torturados, su tío Ghino di Ugolino y su padre Tacco di Ugolino fueron ejecutados en la Piazza del Campo en 1286. La sentencia fue dictada por Benincasa da Laterina (nacido en Arezzo), quien posteriormente fue nombrado senador y auditor de la corte de los Estados Pontificios. Ghino y su hermano Turino escaparon de la ejecución por ser menores de edad y permanecer alejados de la escena política durante algunos años.

### La huida a Radicofani
En 1290, Ghino di Tacco retomó las actividades remunerativas iniciadas por su padre, tras ser condenado a pagar 1000 soldados en compensación por un robo perpetrado cerca de San Quirico d'Orcia. Mientras tanto, Ghino manifestó su intención de ocupar una posición fortificada cerca de Sinalunga sin la autorización de la comuna sienesa. Esta medida no fue tolerada por las autoridades sienesas, que obligaron a Ghino a exiliarse fuera de las fronteras de la república. Ghino huyó y ocupó la impenetrable fortaleza de Radicofani, todavía en territorio de la República de Siena, pero en la frontera con los Estados Pontificios. Allí, Ghino participó en una lucha por la posesión de la fortaleza, logró conquistarla y la convirtió en su base para sus actos de bandidaje. Desde la colina de Radicofani, Ghino continuó robando a los viajeros en la Vía Francígena, una ruta importante para los peregrinos que viajaban a Roma, que allí seguía la antigua Vía Cassia. Ghino emboscaba a los viajeros, averiguaba la verdadera naturaleza de los bienes que transportaban y luego los despojaba de casi todo, dejándoles solo lo suficiente para sobrevivir y ofreciéndoles un banquete. Debido a este comportamiento y a que permitía el paso a estudiantes y pobres sin sufrir daño, Ghino era considerado un «ladrón y caballero», una especie de Robin Hood ante litteram.

### Notoriedad
Orgulloso de su reputación, decidió vengar a su padre y a su hermano, y fue a Roma en busca de Benincasa da Laterina, quien se había convertido en un juez influyente y reconocido en la corte de los Estados Pontificios. Liderando a cuatrocientos hombres y armado con una pica, entró en el tribunal papal en la Colina Capitolina y decapitó al juez Benincasa. Empaló la cabeza en su pica y la llevó de vuelta a Radicofani, donde expuso el cuero cabelludo en la torre durante largo tiempo. Fue este ejemplo real de castigo, con algo de crónica negra, un golpe y una hazaña caballeresca, que Dante citó en los versos de su Divina comedia cuando describe la Segunda Terraza del Purgatorio, donde los Negligentes buscaban expiación.
Tras esta macabra y teatral hazaña, Ghino regresó al Valle de Orcia y reanudó sus saqueos, adquiriendo un aura legendaria como luchador feroz e invicto. En esa época, ocurrió otro suceso que lo situaría de nuevo bajo la lupa literaria. Boccaccio, en el segundo relato del décimo día del Decamerón, relata cómo Ghino di Tacco se comportó con el abad de Cluny. Este, mientras regresaba de Roma tras entregar al papa Bonifacio VIII el dinero procedente de los impuestos exigidos por la Iglesia francesa, decidió curarse el hígado y el estómago (que sufrían por los banquetes romanos) en las termas de San Casciano dei Bagni. Ghino, al enterarse de la llegada del abad, preparó una emboscada y lo secuestró, sin hacerle daño alguno. Ghino encerró al abad en su torre de la fortaleza de Radicofani, dándole únicamente pan y judías secas para comer y Vernaccia di San Gimignano para beber. Este régimen dietético curó milagrosamente los dolores de estómago del abad, quien convenció al papa para que indultara a Ghino di Tacco por el asesinato de Benincasa y lo nombrara Caballero de San Juan y Prior del Arcispedale di Santo Spirito. Ghino volvió a ser querido, incluso por Siena.

### Su final
Algunos historiadores afirman que Ghino murió en Roma. Otros, como Benvenuto da Imola, han señalado que tras los indultos papales y sieneses, no tuvo necesidad de esconderse, y han argumentado que, como hombre fundamentalmente bondadoso, se dedicó a actos de altruismo y fue asesinado en la primera mitad del siglo XIV mientras intentaba detener una pelea entre soldados de infantería y campesinos en Asinalonga, a solo dos kilómetros de su ciudad natal. Como autoridad, Benvenuto da Imola tiene la ventaja de ser casi contemporáneo. Solía decir que «[Ghino] no era tan malo como algunos escriben… sino un hombre admirable, grande y valiente», lo que contribuye a la rehabilitación del personaje de Ghino di Tacco, iniciado por Dante y continuado por Boccaccio.